# E.G. Marshall
E.G. Marshall, Everett Eugene Marshall, właśc. Everett Eugene Grunz (ur. 18 czerwca 1914 w Owatonna , zm. 24 sierpnia 1998 w Bedford) – amerykański aktor, dwukrotny zdobywca Nagrody Emmy. Występował w filmie Dwunastu gniewnych ludzi z 1957 roku.

## Filmografia
- 1954: Bunt na okręcie (The Caine Mutiny) jako Challee
- 1954: Złamana lanca (Broken Lance) jako Gubernator
- 1954: Srebrny kielich (The Silver Chalice) jako Ignatius
- 1955: Lewa ręka Pana Boga (The Left Hand of God) jako dr David Sigman
- 1956: Góry w śniegu (The Mountain) jako Solange
- 1957: Wieczór kawalerski (The Bachelor Party) jako Walter
- 1957: Dwunastu gniewnych ludzi (12 Angry Men) jako przysięgły #4
- 1957: Człowiek w ogniu (Man on Fire) jako Sam Dunstock
- 1958: Korsarz (The Buccaneer) jako gubernator William Clairborne
- 1959: Bez emocji (Compulsion) jako prokurator Horn
- 1959: Podróż (The Journey) jako Harold Rhinelander
- 1961: Miasto bez litości (Town Without Pity) jako major Jerome Pakenham
- 1961-1965: The Defenders jako Lawrence Preston
- 1966: Obława (The Chase) jako Val Rogers
- 1966: Mak również jest kwiatem (Poppies Are Also Flowers) jako Coley
- 1969: Most na Renie (The Bridge at Remagen) jako Gen. Shinner
- 1970: Tora! Tora! Tora! - Atak na Pearl Harbor (Tora! Tora! Tora!) jako pułkownik Rufus G. Bratton
- 1971: W pogoni za szczęściem (The Pursuit of Happiness) jako Daniel Lawrence
- 1972: Śmierć binarna (Pursuit) jako James Wright
- 1978: Wnętrza (Interiors) jako Arthur
- 1979: Wampir (Vampire) jako Harry Kilcoyne
- 1979: Dramat na torach (Disaster on the Coastliner) jako Roy Snyder
- 1979: W narożniku (Flesh & Blood)
- 1980: Superman II jako prezydent
- 1981: The Phoenix jako doktor Ward Frazier
- 1982: Eleonora – pierwsza dama świata (Eleanor, First Lady of the World) jako John Foster Dulles
- 1982: Koszmarne opowieści (Creepshow) jako Upson Pratt
- 1983: Kennedy jako Joseph P. Kennedy
- 1983: Sajgon: Rok kota (Saigon: Year of the Cat) jako Ambasador
- 1983: The Winter of Our Discontent jako pan Baker
- 1986: Żądza władzy (Power) jako Sen. Sam Hastings
- 1986: Mój szofer (My Chauffeur) jako Witherspoon
- 1988: Wojna i pamięć (War and Remembrance) jako Dwight D. Eisenhower
- 1989: W krzywym zwierciadle: Witaj, Święty Mikołaju (Christmas Vacation) jako Art, ojciec Ellen
- 1989: Hijacking of the Achille Lauro jako Stanley 'Stan' Kubacki
- 1990: Oczy Szatana (Due occhi diabolici) jako Steven Pike
- 1992: Tolerancyjni Partnerzy (Consenting Adults) jako George Gordon
- 1993: Stukostrachy (The Tommyknockers) jako Ev Hillman
- 1994-2000: Szpital Dobrej Nadziei (Chicago Hope) jako dr Arthur Thurmond (1994–1995)
- 1994: Wdowa po konfederacie mówi wszystko (Oldest Living Confederate Widow Tells All) jako prof. Taw
- 1995: Nixon jako John Mitchell
- 1997: Władza absolutna (Absolute Power) jako Walter Sullivan
- 1997: Obrońcy: zemsta (The Defenders: Payback) jako Lawrence Preston